# Tariq Kirksay
Tariq Kirksay (Bronx, Nueva York, 7 de septiembre de 1979) es un exbaloncestista estadounidense nacionalizado francés que mide 1,99 metros y jugaba en la posición de alero. Fue internacional con la selección de baloncesto de Francia.

## Trayectoria

### Clubes
| Club                      | País                | Año         |
| ------------------------- | ------------------- | ----------- |
| Long Island Surf          | Estados Unidos      | 2000        |
| KK Rabotnički             | Macedonia del Norte | 2000        |
| Andino                    | Argentina           | 2000 - 2001 |
| Bravos de Portuguesa      | Venezuela           | 2001        |
| Andino                    | Argentina           | 2001        |
| BC Besançon               | Francia             | 2001 - 2002 |
| Rueil                     | Francia             | 2002 - 2003 |
| JL Bourg-en-Bresse        | Francia             | 2003 - 2004 |
| SLUC Nancy                | Francia             | 2004 - 2007 |
| Unics Kazán               | Rusia               | 2007 - 2009 |
| Cajasol Sevilla           | España              | 2009 - 2011 |
| Sutor Basket Montegranaro | Italia              | 2011 - 2012 |
| Estudiantes               | España              | 2012 - 2013 |
| Bucaneros de La Guaira    | Venezuela           | 2013        |
| Joventut de Badalona      | España              | 2013 - 2015 |
| Primeiro de Agosto        | Angola              | 2015 - 2016 |
| CB Canarias               | España              | 2017        |
| Bucaneros de La Guaira    | Venezuela           | 2017        |
| Provence Basket           | Francia             | 2017 - 2019 |

## Selección nacional
Kirksay se sumó como jugador nacionalizado a la selección de baloncesto de Francia que compitió en el Eurobasket 2007. Ese equipo era también integrado por Tony Parker, Boris Diaw y Ronny Turiaf entre otros. 